# Kid Sheik Cola
Kid Sheik oder Kid Sheik Cola (eigentlich George Colar, * 15. September 1908 in New Orleans; † 7. November 1996 in Detroit) war ein US-amerikanischer Jazz-Trompeter, Pianist und Sänger des New Orleans Jazz.

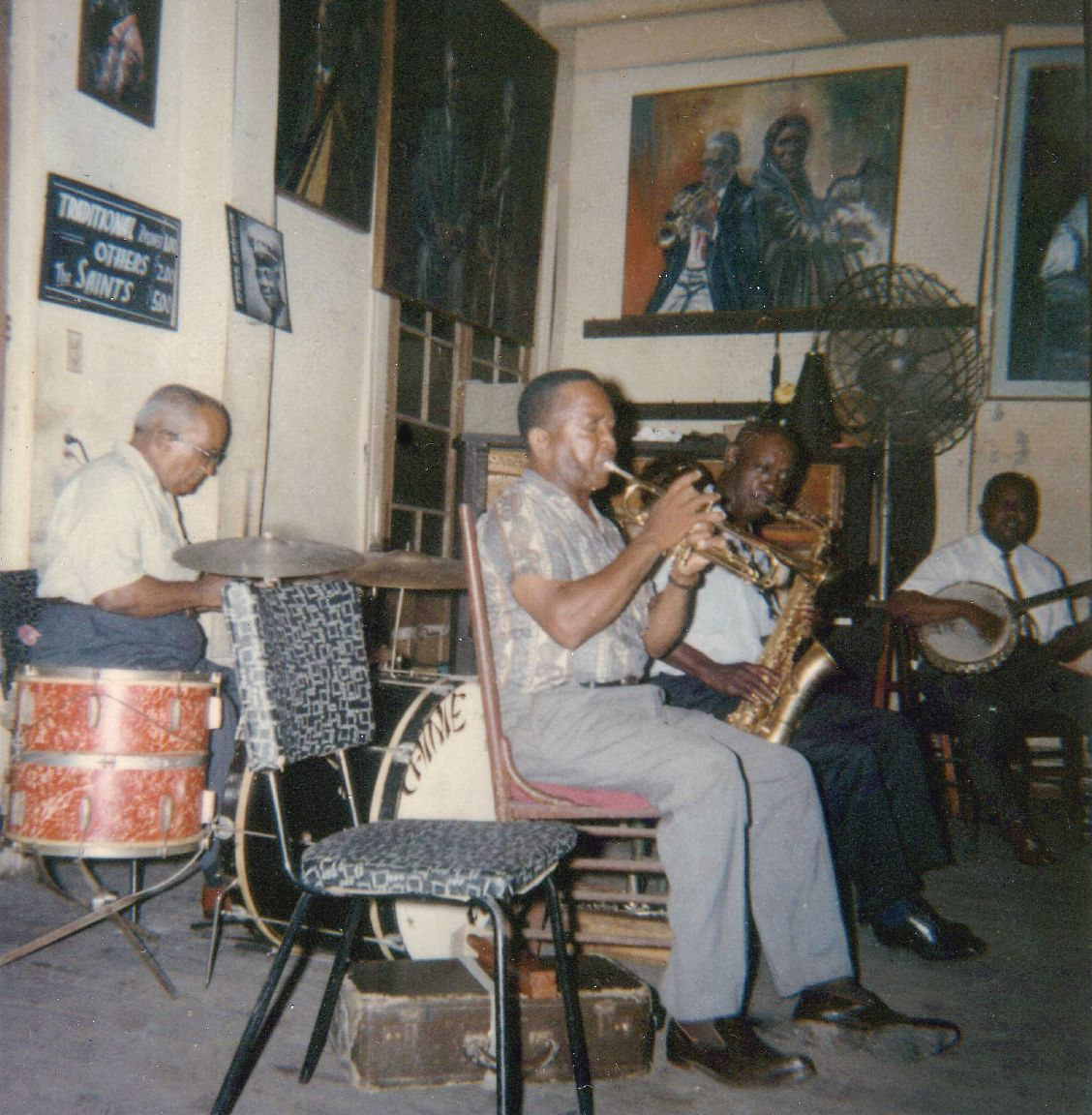
Preservation Hall, 1965

## Leben
In seiner Jugendzeit nahm er in New Orleans bei Wooden Joe Nicholas einige Übungsstunden und hatte kurze Zeit 1925 eine eigene Band. Die nächsten 16 Jahre spielte er im Storyville District. Colar studierte 1943–45 an der US Air Force Music School, hatte kurz eine eigene Band und arbeitet dann mit George Lewis im Club Manny's Tavern 1949. Colar war in den 1950er Jahren Mitglied der Eureka Brass Band und Harold Dejans Olympia Brass Band. In den 1960ern arbeitete er mit eigenen Formationen, The Swingsters und die Storyville Ramblers. 1963 ging er in England mit Barry Martyns Band auf Tournee. Ab Ende der 1960er Jahre arbeitete er mit Captain John Handy, machte mit ihm in Europa und New York 1966/68 Plattenaufnahmen. In den 1970er und 1980er Jahren trat er mit der Preservation Hall Jazz Band auf.
Kid Sheik gehörte in der Nachkriegszeit zu den Protagonisten des Dixieland Jazz Bewegung. In seinen späteren Jahren war er mit der Pianistin Sadie Goodson verheiratet. Er trat bis in die 1980er Jahre in den Brass Bands seiner Heimatstadt auf, wie der Olympia Brass Band.

## Diskographische Hinweise
- Kid Sheik with Charlie Love and His Cado Jazz band - 1960 (504 Records, 1960)
- First European Tour (GHB, 1963)
- New Orleans Stompers (GHB, 1975)